# Mehmet Bağcı
Mehmet Bağcı (* 1970 oder 1971) ist ein türkisch-deutscher nationalistischer Aktivist und Präsident der im Juli 2018 in Deutschland verbotenen rockerähnlichen Vereinigung Osmanen Germania BC.

## Leben
Nach einer Karriere als Kickboxer, während der er auch für die deutsche Nationalmannschaft kämpfte, wandte sich Bağcı der Organisation türkischer Straßengangs zu. Gleichzeitig baute er seine Kontakte zu türkischen Nationalisten aus dem Umfeld der Partei für Gerechtigkeit und Entwicklung (AKP) aus. Nach eigenen Angaben gründete sich der Club Osmanen Germania im April 2015 durch türkischstämmige Männer. Bağcı und der Ex-Hells Angel Selçuk „Can“ Şahin waren dessen Gründungspräsidenten. Die Vereinigung galt 2016 als eine der am schnellsten wachsenden Gruppierungen im deutschen Rockermilieu. Bağcı trug auch den Titel „Weltpräsident“.
Die Bundesregierung bestätigte, dass sich Bağcı im Februar 2016 in Zürich mit dem in Deutschland sehr aktiven AKP-Abgeordneten Metin Külünk traf. Der Mannheimer UETD-Funktionär Yılmaz İlkay Arın fungierte laut Stuttgarter Zeitung als Mittelsmann zwischen Bağcı und seinen Osmanen und der Organisation.
2017 reiste Bağcı mit weiteren Mitgliedern des Osmanen Germania BC nach Antalya zu einer Konferenz konservativer türkischer Kräfte unter anderem mit Beteiligung der deutschen AKP-Organisation Union Europäisch-Türkischer Demokraten (UETD) sowie der türkischen Regierungspartei AKP. Dort soll es um eine gemeinsame Strategie politischen Handelns gegangen sein, berichtete die Stuttgarter Zeitung.
Die Landeskriminalämter von Hessen und Baden-Württemberg gingen ab Mitte 2017 rigoros gegen die Osmanen Germania vor und ließen neben Bağcıs Stellvertreter Selçuk „Can“ Şahin und Levent Uzundal, bisheriger Präsident des aufgelösten Chapters Stuttgart, auch Bağcı verhaften. Bağcı und anderen wurde vorgeworfen, Vergeltungsaktionen an Aussteigern aus dem angeblichen Boxclub der Osmanen organisiert zu haben. Eine Rolle spielt auch eine Straßenschlacht am 21. November 2016 in Ludwigsburg. Dabei soll ein 24-jähriges Mitglied der kurdischen Bande Bahoz von einer Gruppe der Osmanen niedergeprügelt und erheblich verletzt worden sein. Außerdem soll eine junge Frau zur Prostitution gezwungen worden sein.
Bağcı wurde am 17. August 2017 in Untersuchungshaft genommen. Ab März 2018 verhandelte das Landgericht Stuttgart unter anderem wegen des Vorwurfs des versuchten Mordes, des versuchten Totschlags und Menschenhandels gegen Bağcı sowie sieben Mitangeklagte Mitglieder des Osmanen Germania BC. Im April 2018 wurde er aus der Untersuchungshaft entlassen, jedoch wegen eines anderen Vergehens gleich wieder in Haft genommen.
Im Januar 2019 wurde Bağcı wegen verschiedener Gewalttaten zu 8 Monaten auf Bewährung verurteilt.
Nach Medienberichten, die sich auf Zeugenaussagen von zwei Polizeibeamten im Prozess berufen, soll Bağcı von Frühjahr 2017 bis zu seiner Festnahme im August 2017 die hessische Polizei mit Informationen über die Gruppe versorgt haben. So soll er im Juli 2017 freiwillig den ermittelnden Polizisten sein Handy zwecks Auslesen der gespeicherten Daten übergeben haben.